# Llanrhidian Higher
Llanrhidian Higher är en community i Storbritannien.   Den ligger i kommunen Swansea och riksdelen Wales, i den södra delen av landet, 270 km väster om huvudstaden London.
Llanrhidian Higher ligger på norra delen av Gowerhalvön och består av byarna Pen-clawdd, Crofty, Llanmorlais, Blue Anchor och Wernffrwd samt omgivande landsbygd.
Den 3 maj 2012 överfördes området Three Crosses till en egen community.